# Andrea De Vito
Andrea De Vito (* 27. listopad 1991, Pavia, Itálie) je italský fotbalista, který hraje na postu obránce v italském klubu Alma Juventus Fano 1906 ve třetí lize.